# БХК Ворони (Суми)
Бейсбольно-хокейний клуб «Ворони»  — український напівпрофесійний хокейний клуб з міста Суми. 

## Історія
Клуб був заснований у 2002 році як ХК «СДЮШОР-Ворони», у 2011 році змінили назву на БХК Ворони Суми. 
У сезоні 2010/2011 року брав участь в Українській хокейній лізі. За клуб виступав відомий український гравець Сергій Акулов.
З 2012 року БХК «Ворони» бере участь у чемпіонаті Сумської області з хокею.